# Agyneta breviceps
Agyneta breviceps là một loài nhện trong họ Linyphiidae.
Loài này thuộc chi Agyneta. Agyneta breviceps được Heikki Hippa & Oksala miêu tả năm 1985.